# 임피중학교
임피중학교(臨陂中學校)는 대한민국 전북특별자치도 군산시 서수면 서수리에 있는 공립 중학교이다.

## 학교 연혁
- 1948년 11월 11일 : 임피중학교 개교
- 1952년 3월 11일 : 초대 윤재중 교장 부임
- 1995년 2월 13일 : 재단법인 임피중 동문장학재단 설립
- 2024년 2월 7일 : 제74회 9명 졸업(총 졸업생 6,773명)
- 2024년 9월 1일 : 제24대 주창수 교장 부임

## 참고 자료
- 임피중학교 - 한국교육학술정보원 학교알리미